# Guilherme Silva
Guilherme Silva (ur. 24 czerwca 1994 roku) – brazylijski kierowca wyścigowy.

## Kariera

### Formuła 3
Silva rozpoczął karierę w jednomiejscowych samochodach wyścigowych w 2010 roku w Południowoamerykańskiej Formule 3. W pierwszym sezonie startów mimo udziału w zaledwie dwóch wyścigach zdobył 14 punktów, co uplasowało go na 13 pozycji w klasyfikacji generalnej. Rok później w tej samej serii odgrywał już jedną z pierwszoplanowych ról. Dzięki trzem zwycięstwom w wyścigach oraz aż jedenastu pozycjom na podium Brazylijczyk osiągnął najniższy stopień podium w klasyfikacji. W sezonie 2011 wystartował także w otwartych mistrzostwach Brazylii Formuły 3, w których zajął 6 lokatę. 

### Formula Future Fiat
W sezonie 2011 Silva odniósł jednak największy sukces w brazylijskiej serii Formula Future Fiat. Po 2 zwycięstwach i ośmiu podiach Guilherme został mistrzem serii z dorobkiem 123 punktów.

### Formuła Renault
W 2012 roku Silva rozpoczął stary w Europejskim Pucharze Formuły Renault 2.0 oraz Alpejskiej Formule Renault 2.0. W obu seriach po jednym razie osiągnął podium, ale nie zwyciężył wyścigu. W klasyfikacji końcowej widniał odpowiednio na 17. oraz 8. miejscu. Na kolejny sezon startów w Europejskim Pucharze Formuły Renault 2.0 i w Alpejskiej Formule Renault 2.0 Silva podpisał kontrakt z fińską ekipą Koiranen Bros. Jedynie w edycji alpejskiej był klasyfikowany. Z dorobkiem 43 punktów zajął jedenaste miejsce w klasyfikacji generalnej.

## Statystyki
| Sezon | Seria                                         | Zespół               | Wyścigi | Zwycięstwa | PP | NO | Podium | Punkty | Pozycja |
| ----- | --------------------------------------------- | -------------------- | ------- | ---------- | -- | -- | ------ | ------ | ------- |
| 2010  | Południowoamerykańska Formuła 3               | Hitech Racing Brazil | 2       | 0          | 0  | 0  | 0      | 14     | 13      |
| 2011  | Południowoamerykańska Formuła 3               | Hitech Racing Brazil | 13      | 5          | 4  | 5  | 11     | 245    | 3       |
| 2011  | Brazylijska Formuła Future Fiat               | Signatech            | 12      | 2          | 1  | 1  | 8      | 123    | 1       |
| 2011  | F3 Brazil Open                                | Hitech Racing Brazil | 4       | 0          | 0  | 0  | 0      | N/A    | 6       |
| 2011  | Brytyjska Formuła 3                           | Hitech Racing        | 3       | 0          | 0  | 0  | 0      | 0      | NS      |
| 2012  | Alpejska Formuła Renault 2.0                  | Neuhauser Racing     | 14      | 0          | 0  | 1  | 1      | 59     | 8       |
| 2012  | Europejski Puchar Formuły Renault 2.0         | MGR Motorsport       | 14      | 0          | 0  | 0  | 1      | 24     | 17      |
| 2013  | Europejski Puchar Formuły Renault 2.0         | Koiranen Bros.       | 14      | 0          | 0  | 0  | 0      | 0      | 24      |
| 2013  | Północnoeuropejski Puchar Formuły Renault 2.0 | Koiranen Motorsport  | 6       | 0          | 0  | 0  | 1      | 43     | 11      |